# في (مسلسل 2009)
في (بالإنجليزية: V)‏ هو مسلسل تلفزيوني أميركي للخيال العلمي بُث لأول مرة على شبكة هيئة الإذاعة الأمريكية (اي بي سي) في 3 نوفمبر 2009 . وإعادة تصور للفيلم 1983 إنشاؤها بواسطة كينيث جونسون .
يروي المسلسل الجديد وصول بعض الأنواع الغريبة على الأرض تقدما من الناحية التكنولوجية الذي يأتي ظاهريا في سلام، ولكن في الواقع دوافع شريرة. مسلسل في بطولة مورينا باكارين ، كستنائي موريس ، جريتش جويل ، ميزير تشارلز ، إليزابيث ميتشيل ، سكوت وولف ، والسلطة التنفيذية التي تنتجها روزنباوم سكوت، Simoneau إيف، سكوت بيترز، وجيس القاعة. هذه السلسلة هي التي تنتجها الشركة سكوت بيترز، HDFilms وارنر بروس التلفزيون. في 13 مايو 2010 ، جددت المؤسسة V لموسم الثاني الذي سيكون العرض في نوفمبر عام 2010.

## روابط خارجية
- في على موقع IMDb (الإنجليزية)
- في على موقع ميتاكريتيك (الإنجليزية)
- في على موقع روتن توميتوز (الإنجليزية)
- في على موقع كينوبويسك (الروسية)
- في على موقع ألو سيني (الفرنسية)
- في على موقع قاعدة بيانات الفيلم (الإنجليزية)